# Turistická značená trasa 1673

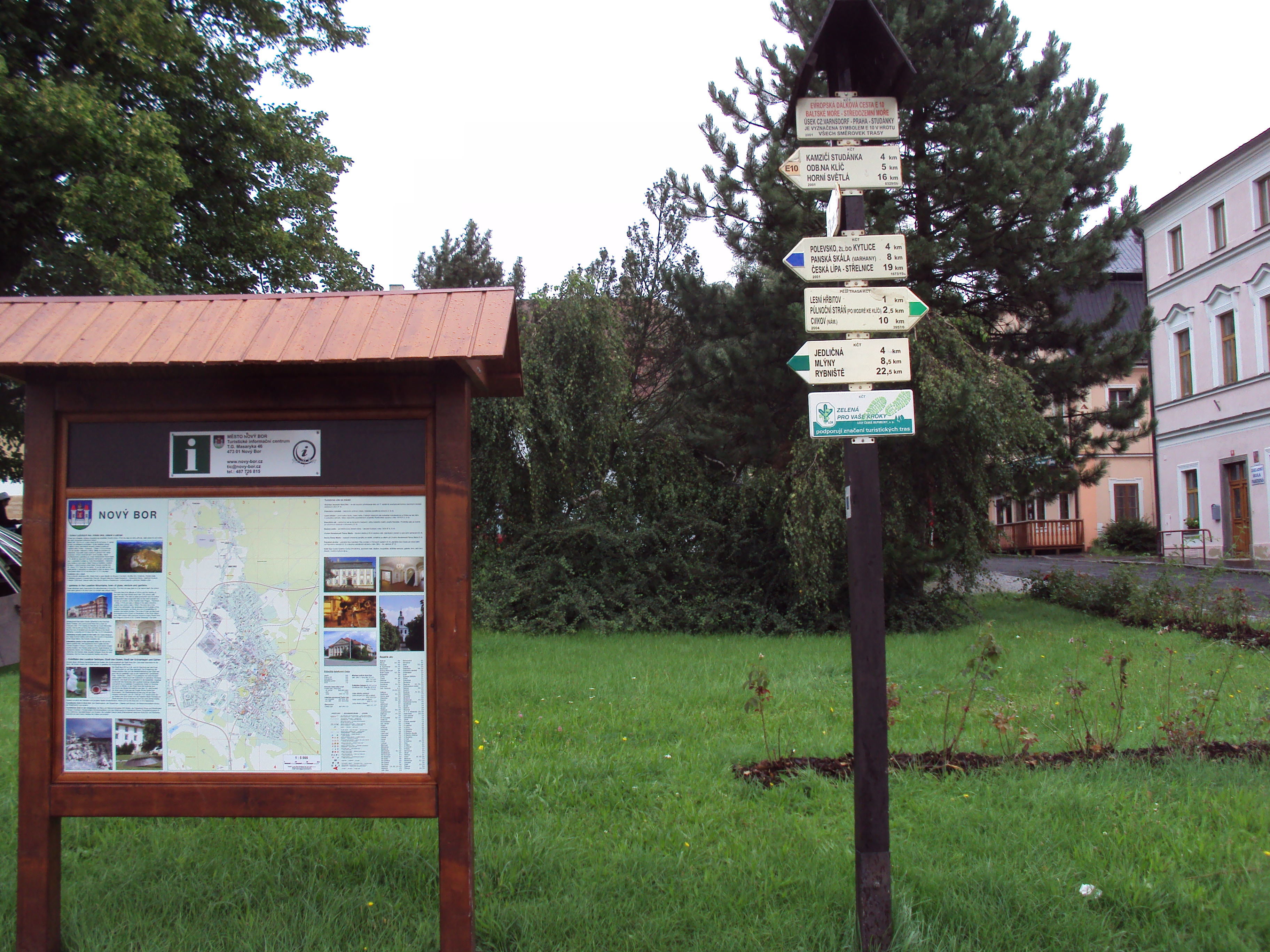
Trasa začíná v Novém Boru

Turistická značená trasa 1673 je modře vyznačená trasa KČT pro pěší turisty vedoucí z Nového Boru k Panské skále u Práchně a poté na jih do České Lípy. Je dlouhá 19 km a celá vede severní částí území okresu Česká Lípa. Nahradila zčásti původní modře značenou trasu 1634 z Nového Boru do Kamenického Šenova.
 

## Popis trasy z Nového Boru
V Novém Boru na hlavním náměstí (náměstí Míru) cesta začíná u rozcestníku značených tras. Modrá odtud vede společně s mezinárodní, červeně vyznačenou pěší trasou E10 na sever přes Arnultovice. V Arnultovicích (čtvrť Nového Boru) se modrá s červenou trasou rozchází, překonává železniční trať z Nového Boru na sever do Jedlové, podchází most s silniční trasou E442 a poté ostře stoupá po silničce do Polevska. Zde, po 4 km od startu je další rozcestník, odtud odbočuje trasa žlutá, modrá stále vedená po silnici prochází obcí směrem k obci Prácheň u Kamenického Šenova.

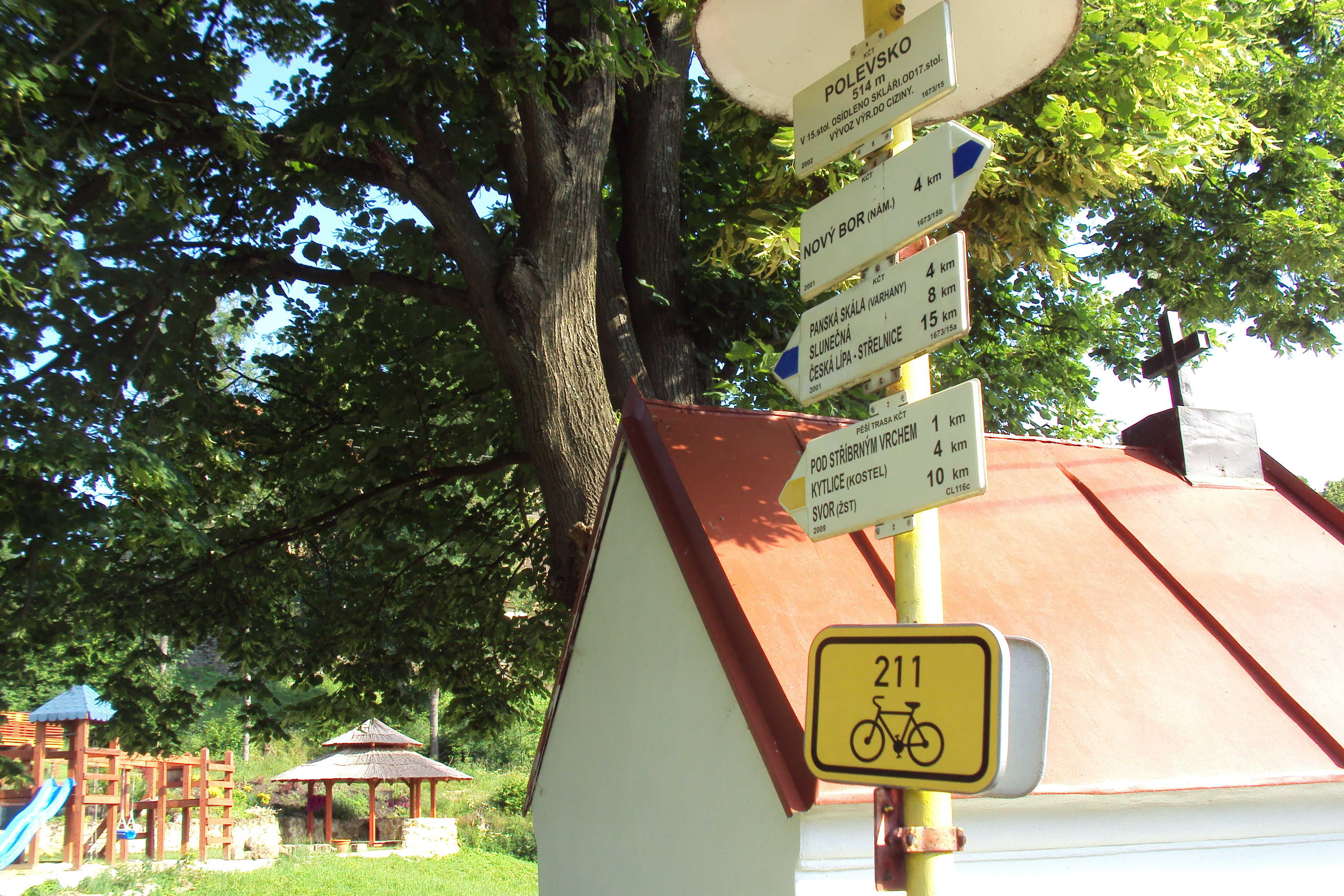
Rozcestník v Polevsku

Ze silnice se odpojuje nedaleko lomu u vrcholku Klučky, kam vede vrcholová odbočka. Dvoupatrový čedičový lom Klučky připomíná stěnami nedaleké Varhany a je přírodní památkou. Modrá trasa po vrcholovém hřebenu prochází do obce Prácheň se známou památkou Panskou skalou (Varhany) , odkud je od startu daleko 8 km.

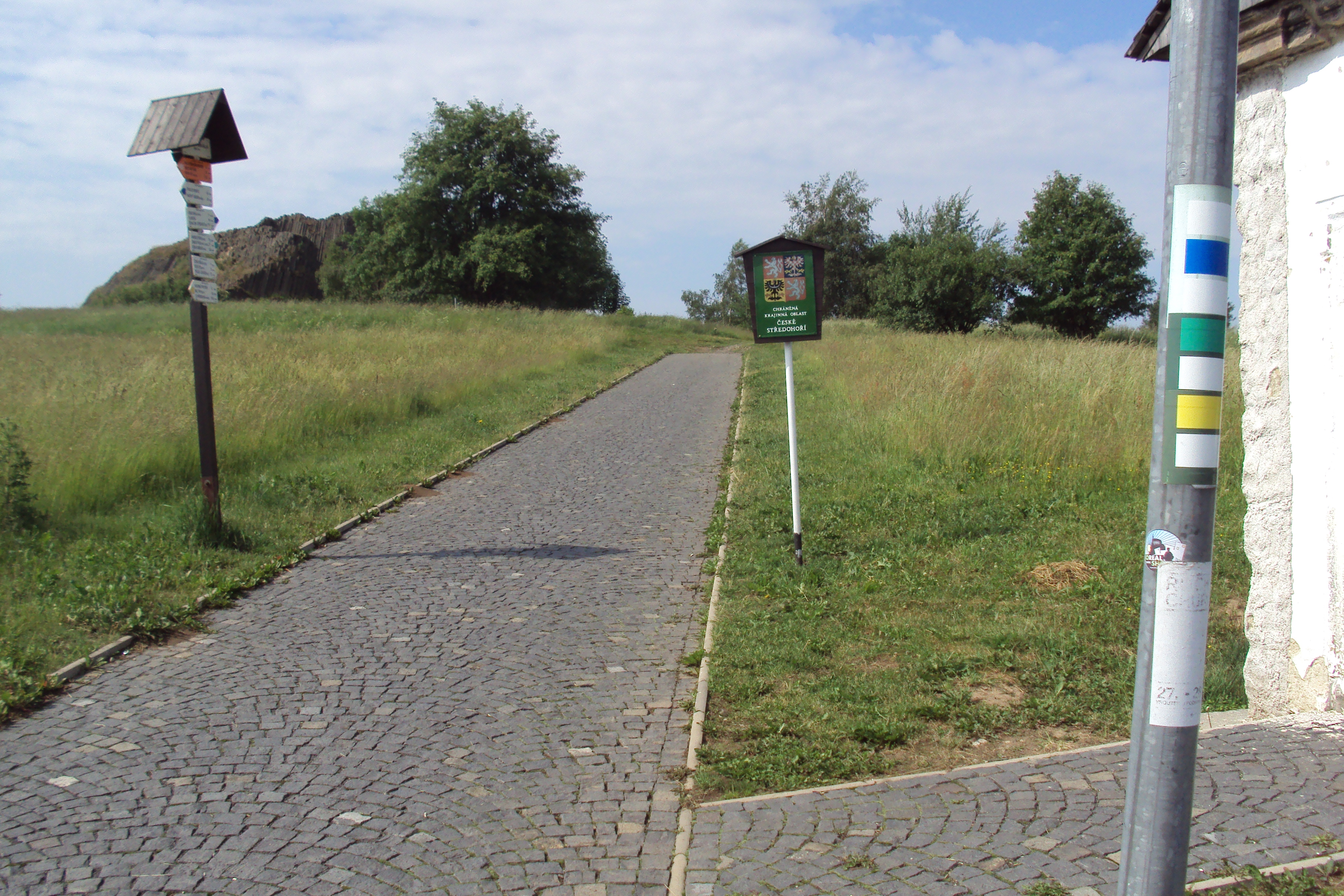
Rozcestník pod Panskou skálou, je v pozadí

Od ní pokračuje jižním směrem zprvu souběžně s žlutou trasou, rozdělují se na rozcestí pod Češkou, na jejíž vrchol dosahující výšky 631 m n. m. je vyznačená vrcholová odbočka. Z rozcestí je vedená modrá trasa dál k jihu lesem a loukami do obce Slunečná (od startu 12 km). Sestupuje obcí ke kostelu a přírodní památce Farská louka, míjí hřbitov, kde je pohřben herec Vlastimil Brodský) a lesem dál pokračuje k Manušicím, které jsou již součást České Lípy. U nich, po 15,5 km od startu, křižuje cyklostezku Varhany a potok Šporku a po dalších 3,5 km končí v českolipské čtvrti Střelnice u tamní stejnojmenné vlakové zastávky.
Procházené území patří do povodí Ploučnice, administrativně do okresu Česká Lípa v Libereckém kraji.

## Změny trasy
Podle turistického průvodce z roku 1984 byla v Nového Boru vedena 9 km dlouhá modrá trasa s označením 1634 do Práchně, odkud odbočila do Kamenického Šenova k bývalému hornímu nádraží, kde byl její konec. Kvůli vodárenskému pásmu po hřebeni u Práchně byla tehdejší trasa změněna.

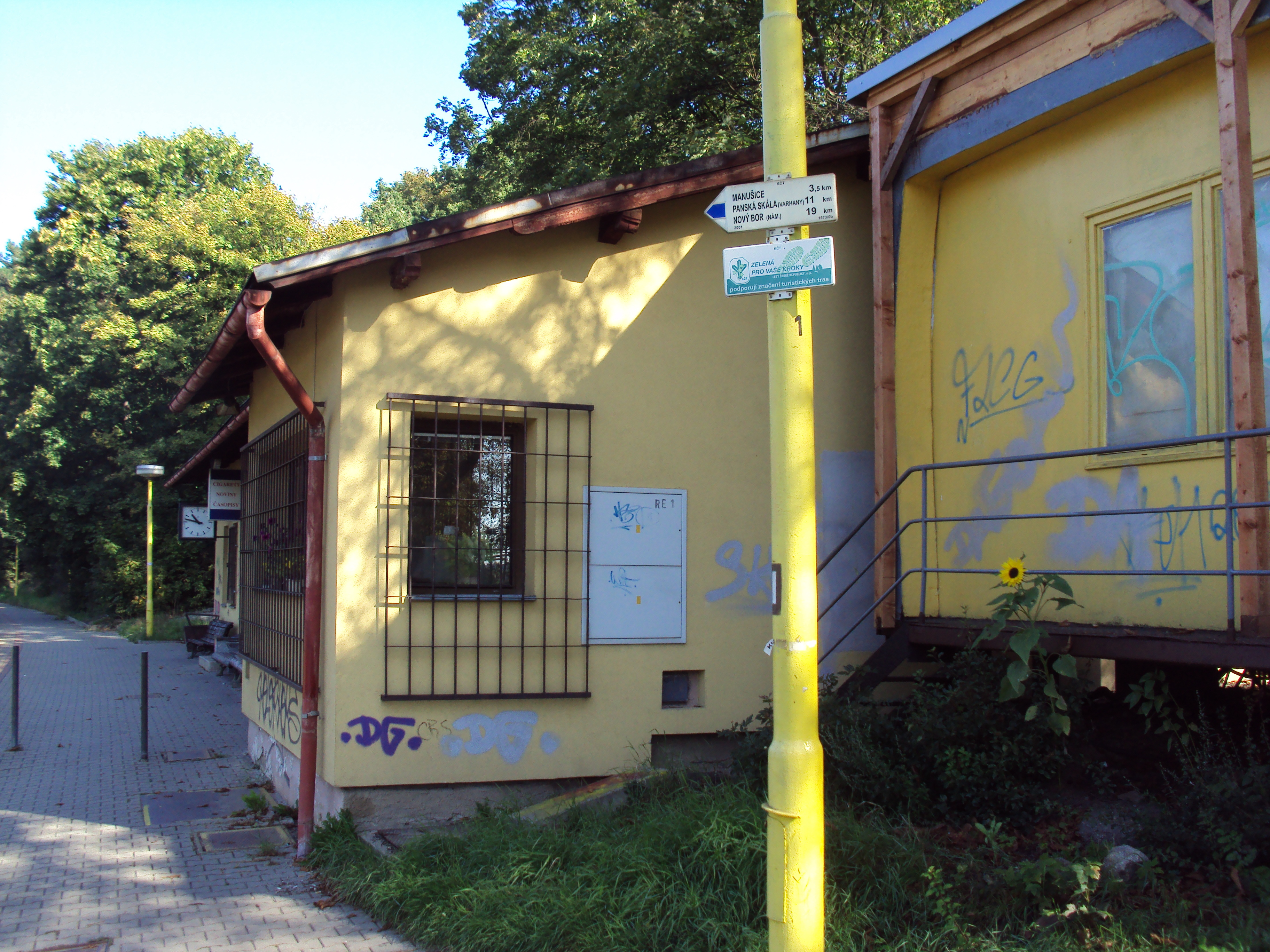
Konec trasy u žel.zastávky Střelnice, směrovka s označením 1673

## Značení
Trasa byla vyznačena pásovým značením Klubu českých turistů, na koncích i během trasy směrovkami s vyznačením vzdálenosti v kilometrech. Rozcestníky po trase byly doplněny tabulkou hlavního sponzora značení Lesy České republiky.

## Veřejná doprava
Autem je trasa přístupná na obou koncích a zčásti i během trasy s dostatečnou možností parkování. Do řady obcí na trase jezdí meziměstská autobusová doprava linek ČSAD Česká Lípa, Česká Lípa je křižovatkou železničních tratí 080, 086 a 087. Do Manušic a Střelnice jezdí MHD z České Lípy.

## Souřadnice
- Začátek trasy v Novém Boru: 50°45′35″ s. š., 14°33′24″ v. d.
- Konec trasy v České Lípě (Střelnice): 50°41′23″ s. š., 14°32′20″ v. d.